# Alles Schwindel!
Alles Schwindel! ist eine US-amerikanische Musicalkomödie aus dem Jahr 1934 von David Butler mit Spencer Tracy in der Hauptrolle.

## Handlung
Vor der Hollywood-Premiere des neuen Hal-Reed-Films treffen die frisch aus San Francisco angekommenen Betrüger Smoothie King und Limey Brook ihren alten Bekannten Spud Mosco, der Musikpartituren verkauft, und laden sich ein, bei ihm zu übernachten. In einem Café trifft Smoothie auf Wanda Gale, die nach dem Gewinn eines Castingwettbewerbs in Toronto nach Hollywood kam, aber bisher nur in zwei Filmen eine Statistin war. Nachdem Smoothie sie davon überzeugt hat, bei ihnen unterzukommen, schmiedet er einen Plan, um Wanda zu einem Star zu machen, indem er das Gerücht verbreitet, dass ihr Vater, den Limey verkörpern wird, Lord Brocklehurst ist. 
Nachdem Hals Hauptdarstellerin Judith Marlowe eine Party für die Brocklehursts veranstaltet, begleitet Wanda, verliebt in Hal, der zu einem starken Trinker und Zyniker geworden ist, ihn nach Hause und bereitet Buttermilch für ihn zu, bevor er ohnmächtig wird. Als Limey eine anonyme Nachricht an Studioleiter Louis Wolf schickt, in der es heißt, dass Hal Wanda mit in seine Wohnung genommen hat, bietet Wolf ihr, um die Brocklehursts bei Laune zu halten, eine kleine Rolle in Hals neuestem Film an und fordert Hal, der sich kaum noch an den Abend erinnert, auf, sie zum Abendessen einzuladen. Nachdem Limey eine Nachricht von Wolf gefälscht hat, in der er eine wichtige Rolle für Wanda anordnet, blüht ihre Romanze mit Hal auf und er gesteht ihr seine Liebe. Als der Trick entdeckt wird, erzählt Marlowe Wanda, dass Hals romantisches Interesse nur ein Akt zum Schutz des Studios war. 
Am Boden zerstört vertraut sich Wanda Smoothie an, der sich selbst in sie verliebt hat, obwohl er der Meinung ist, dass er nicht der Typ ist, der heiratet. Smoothie verhört Hal und nachdem er erfahren hat, dass er Wanda aufrichtig heiraten möchte, arrangiert er eine Versöhnung und teilt ihr mit, dass er die Stadt für größere Dinge verlässt. Bei der Premiere des Films hören Smoothie, Limey und Spud in dem heruntergekommenen, verlassenen Haus, in dem Spud lebt, zu, während Wanda und Hal, die inzwischen verlobt sind, Smoothie über Radio danken. Smoothie, der sich für sie freut, sagt, dass es vielleicht auch gut so sei, dass er nicht der Typ sei, der heirate.

## Hintergrund
Gedreht wurde der Film von Ende Dezember 1933 bis zum 31. Januar 1934.
Dies war der erste amerikanische Film der britischen Schauspielerin Pat Paterson. Bei der Aufnahme der Partitur wurde das Radio-Orchester von Harry Jackson eingesetzt. 
Laut Informationen in den Fox-Archiven hat Samuel Goldwyn die folgenden acht „Goldwyn Girls“ eingesetzt: June Gale, Vivian Keefer, Jane Hamilton, Bonnie Bannon, Barbara Pepper, Dolores Casey, Mary Lange und Lucille Ball.
Gordon Wiles oblag die künstlerische Leitung. Musikalischer Direktor war Constantin Bakaleinikoff, Harold Hecht führte die Tanzregie.

## Musik
Folgende Songs wurden im Film gespielt:
- Turn in the Moon, I'm Throwing My Love Away und Little Did I Dream von Harold Adamson und Burton Lane
- Waitin’ at the Gate for Katie von Richard A. Whiting und Gus Kahn
- Is I in Love I Is von J. Russel Robinson

## Veröffentlichung
Die Premiere des Films fand am 22. März 1934 in New York statt. 1935 kam er in Österreich in die Kinos.

## Kritiken
Mordaunt Hall von der The New York Times befand, der Film habe jede Menge ehrlichen Humor und auch einige melodische Lieder zu bieten. Er sei eine saubere, unbeschwerte Arbeit, eine schlichte kleine Geschichte, die sich wie viele ihrer Art als äußerst unterhaltsam erweise.
Die Variety bezeichnete den Film als tiptop. Es sei in jeder Hinsicht gute filmische Kost, insbesondere was die Elemente der Komödie und Handlung betreffe, die den meisten Filmmusicals völlig fehle.